# Lake Lotawana
Lake Lotawana – miasto w Stanach Zjednoczonych, w stanie Missouri, w hrabstwie Jackson.